# Targettraining
Targettraining ist eine Methode zur Konditionierung von Verhalten bei Tieren. Dabei dient ein Target (englisch Target = Ziel) als Hilfsmittel.

## Verfahren
Durch Konditionierung – beispielsweise mit Hilfe eines Clickers – wird das zu trainierende Tier dazu veranlasst, einen Gegenstand (z. B. einen Stab, den Target-Stab oder Targetstick, oder ein Symbol, auch die Hand des Trainers) mit einem Körperteil (üblicherweise Nase oder Pfote) zu berühren und bei Fortbewegung des Targets Kontakt zu halten bzw. zu folgen. Ist das Tier solcherart trainiert, kann man ihm mit Hilfe des Targets Aktionen unter Signalkontrolle (umgangssprachlich auch Kommando/Anweisung/Befehl genannt) beibringen, die sonst nur schwierig zu trainieren sind.

## Einsatzmöglichkeiten
Klassische Aufgaben, bei denen Tiere von professionellen Tiertrainern mit Hilfe von Targets ausgebildet werden, sind Präsentationen und Vorführungen beispielsweise von Seelöwen. Auch im medical training, der Vorbereitung von Tieren darauf, dass sie diagnostischen Untersuchungen oder Injektionen dulden um Immobilisierung bzw. Narkose vermeiden zu können, werden Targets eingesetzt. Weitere Trainingsbereiche sind Enrichment und Agility (beides Beschäftigungsprogramme).
Auch kann ein Target, im Besonderen der Targetstab dazu benutzt werden, das Tier auf einen Ort oder Gegenstand hinzuweisen, der dann, im Kontext mit der Eigenart des Ortes oder Gegenstandes, das Tier zu einer gewünschten Reaktion veranlasst (z. B. das Einnehmen eines bestimmten Platzes).
Das Berühren und Verharren an einer besonders geformten Platte wird genutzt, wenn eine Anzahl Tiere zur gleichen Zeit am gleichen Ort auf bestimmte Plätze verwiesen werden sollen. Die Tiere werden dazu vorher konditioniert ihr persönliches Target, welches sich deutlich von anderen unterscheidet, zu berühren und dort zu verharren.
In der Ausbildung von Assistenzhunden kann z. B. mittels eines Haftklebers (farbiges oder sonst auffälliges Symbol), welcher an den Lichtschalter geklebt wird, das An- und Ausschalten des Lichts mit der Pfote trainiert werden. Auch das Voraussenden zu bestimmten Orten können Hunde mit Hilfe von Targets erlernen.

## Formen von Targets

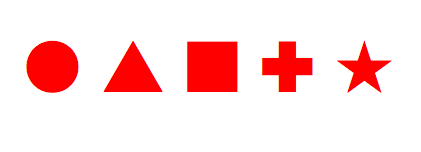
Beispiele für Targets in Form von Platten

Als Target können ganz verschiedene Gegenstände dienen beispielsweise ein Haftkleber, eine Decke, ein Blatt Papier oder ein flacher Karton. Auch ein ausgestreckter Zeigefinger oder die Handfläche können als Target konditioniert werden. Der Stock, den ein Dompteur im Zirkus bei der Vorführung von Tieren (meist neben einer Peitsche) führt, ist ebenfalls ein Targetstab.
Der Targetstick wird für Tiere im Haus (Hund, Katze, Meerschweinchen, Kaninchen etc.) ebenso so wie für Ausstellungstiere, auch Zootiere als Hilfsmittel der Lenkung eingesetzt, ohne dabei ein Werkzeug zum Strafen oder Durchsetzen von Anweisungen zu sein.
Targetplatten können für sich oder auch an Stäben Verwendung finden.
Geeignete Targets und Targetsticks sind stets so gestaltet, dass das Tier durch zufällige und beabsichtigte Berührungen weder Schmerzen noch Verletzung erfahren kann (Augen!).